# کارن سیمونیان (نثرنویس)
کارن آرامی سیمونیان (ارمنی: Կարեն Արամի Սիմոնյան؛ [] Error: {{Lang-xx}}: فاقد متن (راهنما)؛ زادهٔ ۱۷ مارس ۱۹۳۶ - درگذشته ۹ ژوئیهٔ ۲۰۱۸)، نثرنویس، نویسنده علمی-تخیلی، مترجم و فیلم‌نامه‌نویس اهل ارمنستان بود.

## زندگی‌نامه
وی در ۱۷ مارس ۱۹۳۶ در ایروان به دنیا آمد و از دانشگاه پلی‌تکنیک ارمنستان فارغ‌التحصیل شد.  وی از سال ۱۹۵۸ عضو اتحادیه نویسندگان اتحاد شوروی بود. وی در ۹ ژوئیهٔ ۲۰۱۸ در سن ۸۲ سالگی در پاریس درگذشت.

## گزیده آثار
- Մարգագետին (Margagetin) (1967)
- Таверна? [Russian] (1972)
- We Don't Understand Each Other [English] (1996)
- Le saule épanché et le roseau tremblant [French] (2009)